# Erna Tober
Erna Tober (* 24. April 1951 in Päwesin) ist eine deutsche Kostümbildnerin, Bühnenbildnerin,  Illustratorin, Malerin und Grafikerin.

## Leben
Erna Tober studierte Kostüm- und Bühnenbild an der Kunsthochschule Berlin-Weißensee. Zu ihren Lehrern gehörten Arno Mohr und Eberhard Bachmann. Nach ihrem Studium arbeitete sie zunächst beim Fernsehen der DDR, wo sie die Kostümausstattung mehrerer Filmproduktionen verantwortete. In den 1980er Jahren illustrierte sie Kinderbücher für den Kinderbuchverlag Berlin.
Später gestaltete sie als freiberufliche Modedesignerin zahlreiche Einzelstücke in Nuno-Filz-Technik.
Von 2010 bis 2016 arbeitete sie als Kostümmalerin an der Volksbühne Berlin.
Erna Tober war mit dem Maler und Grafiker Klaus Tober († 1994) verheiratet.

## Ausstellungen (Auswahl)
- 1977/78 VIII. Kunstausstellung der DDR: Figurinen für Ein Kessel Buntes.[2]
- 1999 Inselgalerie Berlin, zusammen mit Günter Blendinger
- 2005 Inselgalerie Berlin, zusammen mit ihrer Tochter Teresa Tober[3]
- Mehrfach nahm Erna Tober an der Berliner Zeughausmesse für Angewandte Kunst teil.[4]

## Filmografie
- 1977: „Des Alleinseins müde“, Fernsehfilm aus der Reihe Polizeiruf 110
- 1977: „Das Herz der Dinge“, Fernsehfilm
- 1978: „Stine“, Fernsehfilm
- 1979: „Über sieben Brücken mußt du gehn“ mit der gleichnamigen Filmmusik der Gruppe Karat

## Buchillustrationen
- 1982 Martin Meißner: „Allein über den Fluß“, Kinderbuchverlag Berlin
- 1983 Helga Talke: „Ein Schiff nach Tscheljabinsk“, Kinderbuchverlag Berlin
- 1986 „Notlandung auf dem Tschompot“, Kinderbuchverlag Berlin
- 1987 Anna Pajtyk: „In Großvaters Laubhütte“, Kinderbuchverlag Berlin
- 1988 Redshepmurad Durdyjew: „Der Ritt zur Antilopenweide“, Kinderbuchverlag Berlin
- 1991 Helmut Trettin: „Naturkalender“, Kinderbuchverlag Berlin, ISBN 3358020339